# Strzelba Winchester Model 1912

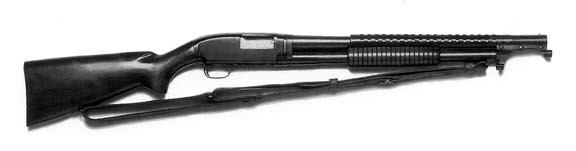
Winchester Model 1912 w wersji Trench Gun dla amerykańskiej armii

Winchester Model 1912 (także Model 12) – strzelba powtarzalna typu pump action, produkowana przez Winchester Repeating Arms Company w latach 1912-1963, a następnie 1972-1980. Powstało ponad 1 900 000 egzemplarzy broni.
Broń wytwarzana była w wielu odmianach, przystosowanych do strzelania amunicją 12, 16, 20 i 28 gauge. Długość lufy wahała się od 20 do 32 cali (50,8 do 81,3 cm). Jedną z wersji była opracowana w 1918 roku dla amerykańskich sił zbrojnych wersja Trench Gun z 20-calową lufą, wykorzystująca amunicję 12 gauge.